# Bembidion aegyptiacum
Bembidion aegyptiacum es una especie de escarabajo del género Bembidion, categorizada en la tribu Bembidiini, de la subfamilia Trechinae.

## Distribución
Se distribuye por República Democrática del Congo, Egipto, Kenia, Malí, Mauritania, Níger y Senegal.

## Taxonomía
Fue descrita por aegyptiacum Dejean en 1831.